# Люббекке
Люббекке (нем. Lübbecke) — город в Германии, районный центр, расположен в земле Северный Рейн-Вестфалия.
Подчинён административному округу Детмольд. Входит в состав района Минден-Люббекке.  Население составляет 25 796 человек (на 31 декабря 2010 года). Занимает площадь 65 км². Официальный код  —  05 7 70 020.
Город подразделяется на 8 городских районов.